# Joan Ximenis Cerdà
Joan Ximenis Cerdà, de vegades Juan Jiménez Cerdà (Saragossa, ? - Poblet, c. 1472) fou un eclesiàstic, bisbe de Barcelona entre els anys 1464 i 1472.
Nomenat bisbe de Barcelona per a exercir entre els anys 1464 1472, fra Juan Jiménez Cerdá, monjo del Reial Monestir de Santa Maria de Poblet i lloctinent d'almoiner de Joan II, degut a les polèmiques entre partidaris i contraris del príncep de Viana, no va arribar mai a prendre possessió de la seva diòcesi. Va morir a Poblet amb fama de santedat.